# St. Gertrudis (Sümmern)

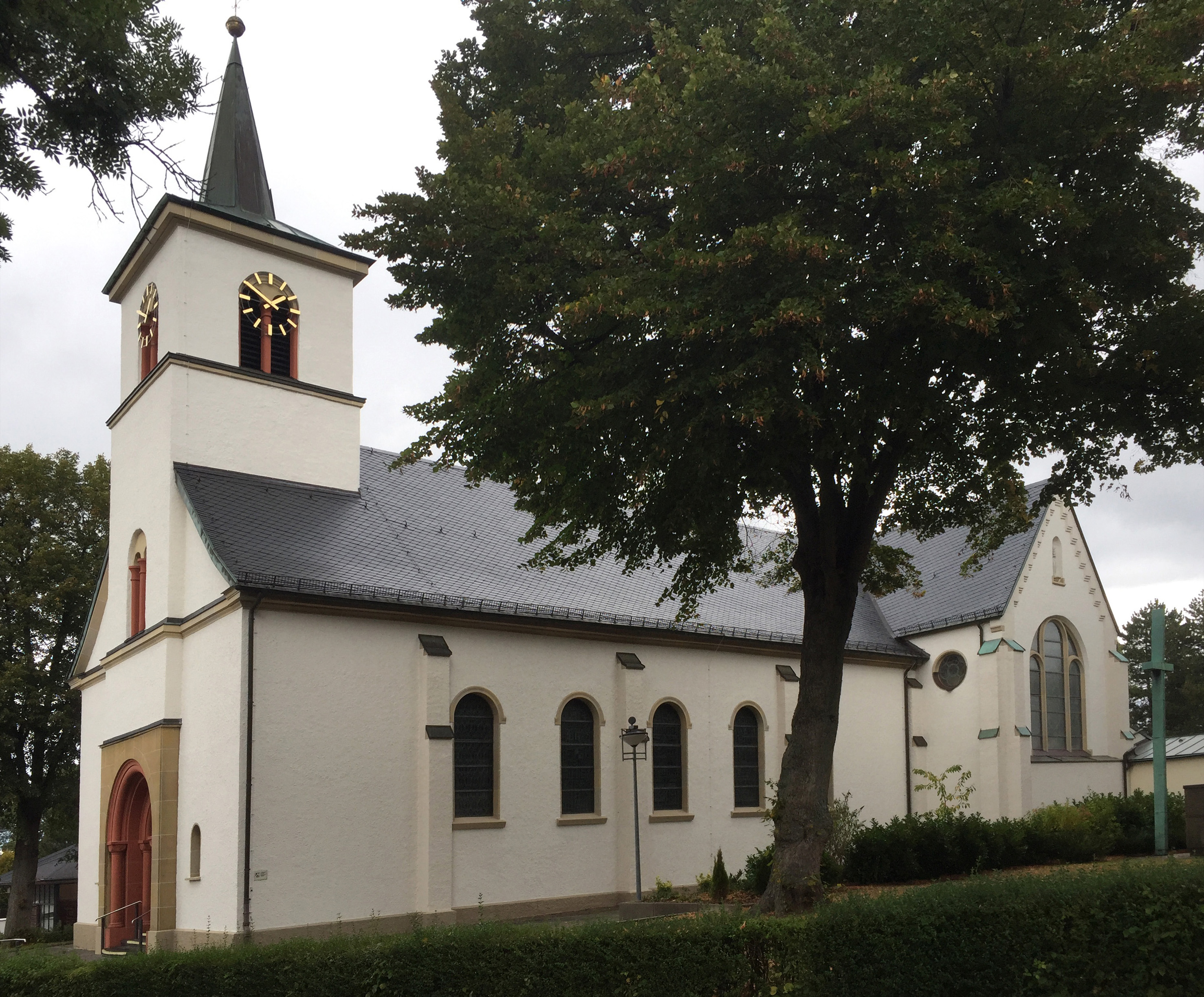
St. Gertrudis von 1832 mit Querschiffanbau von 1895 (Ansicht von Südwesten)

St. Gertrudis ist eine römisch-katholische Pfarrkirche im Stadtteil Sümmern der Stadt Iserlohn. Sie ist der heiligen Gertrud von Nivelles gewidmet. Die Kirchengemeinde gehört zum Pastoralverbund Iserlohn im Erzbistum Paderborn.

## Bauwerk

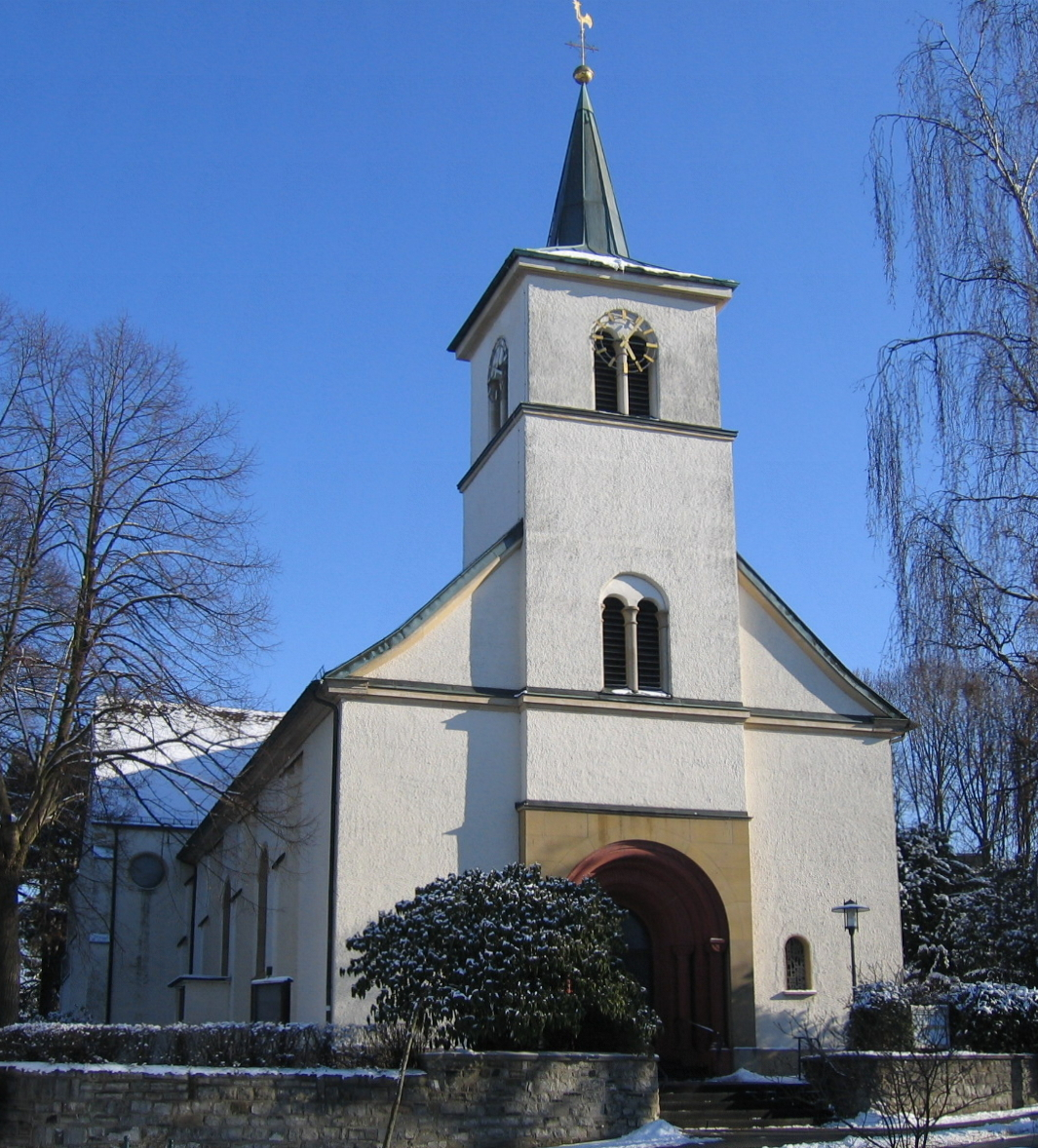
Der dreigeschossige Turm mit rundbogigem Portal und Knickhelm

Es handelt sich um eine Saalkirche mit eingezogenem Turm, die durch ein Querhaus und einen Chorraum erweitert wurde. Das verputzte Bauwerk ist schiefergedeckt. Die Seitenwände des älteren Teils weisen schlichte rundbogige Fenster auf, während die Querhausgiebel mit den großen gegliederten Fenstern von der Neogotik beeinflusst sind.
Die drei Turmgeschosse sind durch Gesimse voneinander abgesetzt. Die Gewände des rundbogigen Eingangsportals zeigen schlichte Säulen, die sich auch im  Turmfenster über dem Portal und bei den Schallöffnungen wiederfinden. Den Schallöffnungen vorgelagert ist jeweils ein transparentes Zifferblatt der Turmuhr. Ein Knickhelm schließt den Turm nach oben ab. Er leitet über von der viereckigen Turmform zur achteckigen Spitze.

## Baugeschichte
1380 wurde erstmals ein sakrales Gebäude in Sümmern urkundlich erwähnt. Es war eine Kapelle der Verwalter der Herrschaft von Sümmern, die in der Nähe der Burg stand und deren Schutzpatronin die heilige Gertrud von Nivelles war. 1628 wurde Sümmern eine selbstständige Pfarrei. Kurz darauf ließ der Pfarrer Petrus Becker eine Kirche errichten, den Nachfolgebau der Kapelle. Am Beginn des 19. Jahrhunderts musste die Kirche wegen Baufälligkeit abgerissen werden.
1828 bis 1832 entstanden die ältesten Teile der heutigen Kirche nach Plänen des Landbaumeisters Ernst Vincent Plassmann im schlichten klassizistischen Stil. Es war eine einfache Saalkirche mit flacher Decke. 1895 wurde das bestehende Gebäude durch ein Querhaus und einen Chorraum mit Apsis erweitert. Außerdem ersetzte man die flache Decke durch ein Kreuzrippengewölbe. Dazu wurden Säulen eingezogen und Stützpfeiler an den Außenwänden angebracht.
Kriegsschäden von 1945 wurden ausgebessert. 1994/1995 erfolgte eine farbliche Neugestaltung des Innenraums, 2017 eine umfassende Renovierung.

## Ausstattung
Die Glasfenster stammen vom Maler Helmut Lang. Das Bronzekreuz entwarf der Künstler Herbert Lorenz.
Zusätzlich zu einer Bronzeglocke h' erklingen aus dem Turm drei Gussstahlglocken des Bochumer Vereins, gegossen 1949 in der schweren V12-Rippe und gestimmt auf fis', a' und cis''.